# آنتانانابو
آنتانانابو (به لاتین: Antananabo) یک منطقهٔ مسکونی در ماداگاسکار است که در فیتووینانی واقع شده‌است. آنتانانابو ۴٬۶۸۸ نفر جمعیت دارد و ۲۴ متر بالاتر از سطح دریا واقع شده‌است.